# Mülheim (Ruhr) Hauptbahnhof
A Mülheim (Ruhr) Hauptbahnhof egy vasúti főpályaudvar Németországban, Észak-Rajna-Vesztfália tartományban. Egyaránt érkeznek ide nemzetközi-, távolsági és regionális vonatok is. Az állomás 1862-ben nyílt meg.

## Vasútvonalak
Az állomást az alábbi vasútvonalak érintik:
- Mülheim-Styrum - Bochum-vasútvonal
- Witten/Dortmund–Oberhausen/Duisburg-vasútvonal
- Osterath–Dortmund Süd-vasútvonal

## Forgalom

### Távolsági
| Járat  | Útvonal | Vonatszám                          |
| ------ | --- | ---------------------------------- |
| ICE 14 | (Ostseebad Binz – ) Berlin – Hannover – Hamm – Dortmund – Mülheim – Duisburg – Köln csak ICE 758                                                                                                | ICE 1152 ICE 1058 ICE 1050 ICE 758 |
| ICE 31 | Köln – Duisburg – Mülheim – Dortmund – Münster – Bremen – Hamburg-Altona | ICE 1028                           |
| IC 31  | Hamburg-Altona – Bremen – Münster – Dortmund – Mülheim – Duisburg – Köln – Bonn – Koblenz – Mainz – Frankfurt                                                                                   | IC 2020                            |
| EC 32  | Münster – Gelsenkirchen – Essen – Mülheim – Duisburg – Köln – Bonn – Koblenz – Mainz – Mannheim – Heidelberg – Stuttgart – Ulm – Lindau - Innsbruck                                             | IC 119                             |
| IC 32  | Berlin – Hannover – Hamm – Dortmund – Mülheim – Duisburg – Köln | IC 1911 IC 1916                    |
| IC 32  | Berlin – Hannover – Hamm – Dortmund – Mülheim – Duisburg – Mönchengladbach – Aachen | IC 2222 IC 2223                    |
| IC 55  | Leipzig – Halle – Magdeburg – Braunschweig – Hannover – Bielefeld – Hamm – Dortmund – Mülheim – Duisburg – Köln – Bonn – Koblenz – Mainz – Mannheim – Heidelberg – Stuttgart – Ulm – Oberstdorf | IC 2013                            |
| IC 55  | Ulm – Stuttgart – Heidelberg – Mannheim – Mainz – Koblenz – Bonn – Köln – Duisburg – Mülheim – Dortmund – Hamm – Hannover – Braunschweig – Magdeburg                                            | IC 2012                            |

### Regionális
| Járat       | Útvonal | Gyakoriság |
| ----------- | --- | --- |
| RE 1        | NRW-Express: Aachen Hbf – Aachen-Rothe Erde – Eilendorf (csak erősítő vonatok) – Stolberg (Rheinl) Hbf – Eschweiler Hbf – Langerwehe – Düren – Horrem – Köln-Ehrenfeld – Köln Hbf – Köln Messe/Deutz – Köln-Mülheim – Leverkusen Mitte – Düsseldorf-Benrath – Düsseldorf Hbf – Düsseldorf Flughafen – Duisburg Hbf – Mülheim (Ruhr) Hbf – Essen Hbf – Wattenscheid – Bochum Hbf – Dortmund Hbf – Dortmund-Scharnhorst (csak kis forgalom esetén) – Dortmund-Kurl (csak csúcsidőn kívül) – Kamen-Methler (nur SVZ) – Kamen – Nordbögge (nur SVZ) – Hamm (Westf) – Soest – Lippstadt – Paderborn Hbf | 060 perc (Aachen–Hamm) 120 perc (Hamm–Paderborn)                                                                         |
| RE 2        | Rhein-Haard-Express: Münster (Westf) Hbf – Münster-Albachten – Bösensell – Nottuln-Appelhülsen – Buldern – Dülmen – Sythen – Haltern am See – Marl-Sinsen – Recklinghausen Hbf – Recklinghausen Süd – Wanne-Eickel Hbf – Gelsenkirchen Hbf – Essen Hbf – Mülheim (Ruhr) Hbf – Duisburg Hbf – Düsseldorf Flughafen – Düsseldorf Hbf | 60 perc |
| RE 6        | Westfalen-Express: Düsseldorf Hbf – Düsseldorf Flughafen – Duisburg Hbf – Mülheim (Ruhr) Hbf – Essen Hbf – Wattenscheid – Bochum Hbf – Dortmund Hbf – Kamen – Hamm (Westf) – Heessen – Ahlen (Westf) – Neubeckum – Oelde – Rheda-Wiedenbrück – Gütersloh Hbf – Bielefeld Hbf – Herford – Löhne (Westf) – Bad Oeynhausen – Porta Westfalica – Minden (Westf) | 60 perc |
| RE 11 (RRX) | Rhein-Hellweg-Express: Kassel-Wilhelmshöhe – Hofgeismar – Warburg (Westf) – Willebadessen – Altenbeken – Paderborn Hbf – Lippstadt – Soest – Hamm (Westf) – Kamen – Kamen-Methler – Dortmund Hbf – Bochum Hbf – Wattenscheid – Essen Hbf – Mülheim (Ruhr) Hbf – Duisburg Hbf – Düsseldorf Flughafen – Düsseldorf Hbf A 2018-ös decemberi menetrend alapján | 120 perc (Kassel – Paderborn) 60 perc (Paderborn – Düsseldorf)                                                           |
| RE 42       | Niers-Haard-Express: Münster (Westf) Hbf – Münster-Albachten – Bösensell – Nottuln-Appelhülsen – Buldern – Dülmen – Sythen – Haltern am See – Marl-Sinsen – Recklinghausen Hbf – Recklinghausen Süd – Wanne-Eickel Hbf – Gelsenkirchen Hbf – Essen Hbf – Mülheim (Ruhr) Hbf – Duisburg Hbf – Rheinhausen – Krefeld-Uerdingen – Krefeld Hbf – Viersen – Mönchengladbach Hbf Stand: Fahrplanwechsel Dezember 2016 | 60 perc |
| S 1         | Solingen Hbf – Solingen Vogelpark – Hilden Süd – Hilden – Düsseldorf-Eller – Düsseldorf-Eller Mitte – Düsseldorf-Oberbilk – Düsseldorf Volksgarten – Düsseldorf Hbf – Düsseldorf Wehrhahn – Düsseldorf Zoo – Düsseldorf-Derendorf – Düsseldorf-Unterrath – Düsseldorf Flughafen – Angermund – Duisburg-Rahm – Duisburg-Großenbaum – Duisburg-Buchholz – Duisburg-Schlenk – Duisburg Hbf – Mülheim (Ruhr)-Styrum – Mülheim (Ruhr) Hbf – Essen-Frohnhausen – Essen West – Essen Hbf – Essen-Steele – Essen-Steele Ost – Essen-Eiberg – Wattenscheid-Höntrop – Bochum-Ehrenfeld – Bochum Hbf – Bochum-Langendreer West – Bochum-Langendreer – Dortmund-Kley – Dortmund-Oespel – Dortmund Universität – Dortmund-Dorstfeld Süd – Dortmund-Dorstfeld – Dortmund Hbf | 20 perc (Fährt zurzeit nur von Solingen Hbf bis Bochum Hbf, Pendelzüge von Essen-Steele-Ost bis Dortmund Hbf im Einsatz) |
| S 3         | Oberhausen Hbf – Mülheim (Ruhr)-Styrum – Mülheim (Ruhr) West – Mülheim (Ruhr) Hbf – Essen-Frohnhausen – Essen West – Essen Hbf – Essen-Steele – Essen-Steele Ost – Essen-Horst – Bochum-Dahlhausen – Hattingen (Ruhr) – Hattingen (Ruhr) Mitte | 20 perc |

## Képek

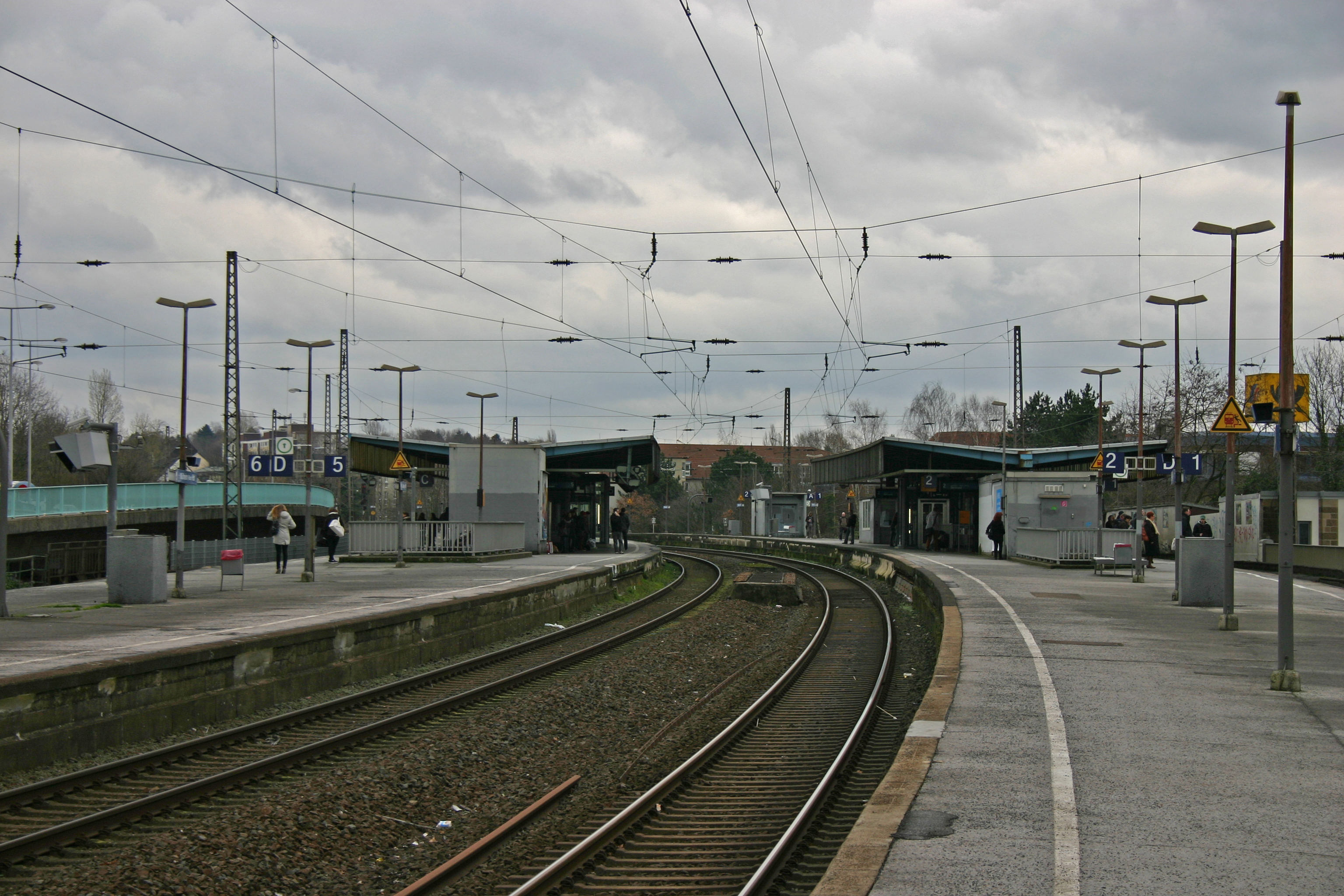
A peronok
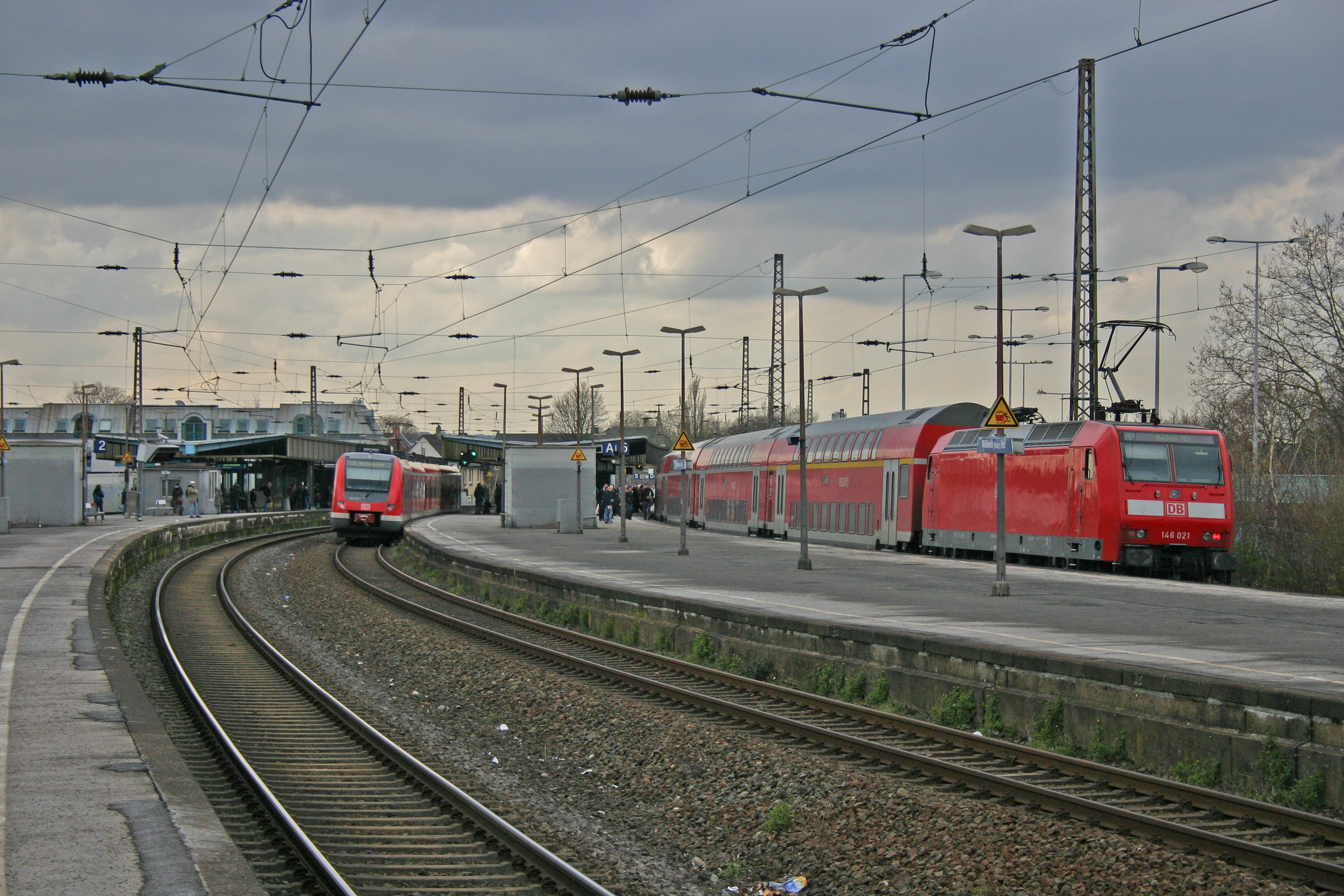
Regionális vonatok az állomáson
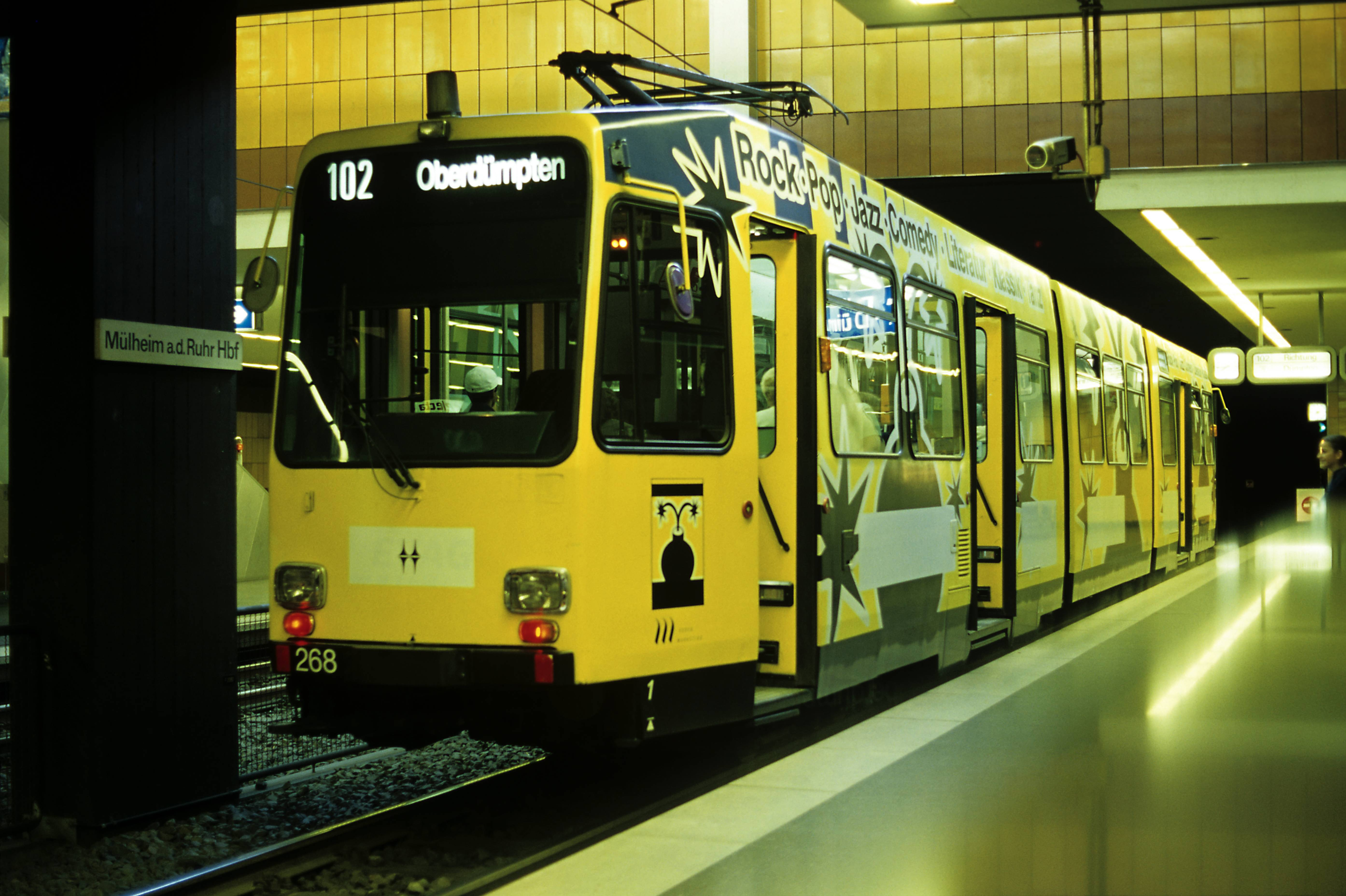
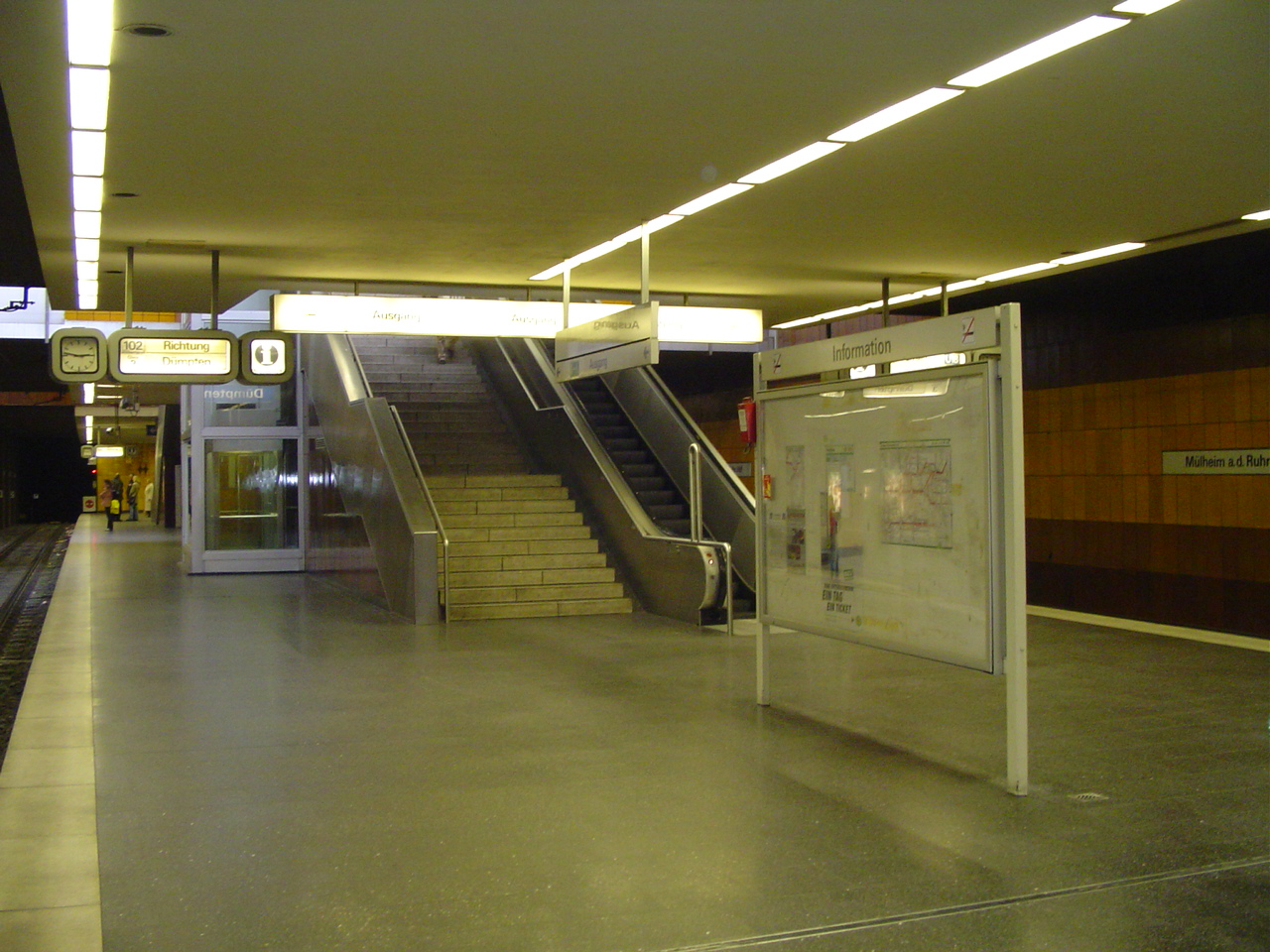